# 中島正武
中島 正武（なかじま まさたけ、1870年10月4日（明治3年9月10日） - 1931年2月23日）は、日本陸軍の軍人。最終階級は陸軍中将。

## 経歴
高知県土佐郡小高坂村（現・高知市）にて、中島正篤の息子として生まれる。海南中学校、陸軍幼年学校を経て、1890年7月、陸軍士官学校（1期）を卒業、 1890年（明治23年）7月29日の官報によると、陸軍士官学校第1期を歩兵科20番/103名で卒業している。翌年3月、歩兵少尉に任官し歩兵第3連隊付となる。日清戦争に出征。1899年12月、陸軍大学校（13期）を卒業した。
歩兵第3連隊中隊長、参謀本部出仕、参謀本部員などを経て、日露戦争では大本営運輸通信長官部参謀であった。第1師団参謀、東京衛戍総督部参謀、歩兵第68連隊長、ロシア大使館付武官、参謀本部課長などを歴任し、1915年1月、陸軍少将に昇進した。
参謀本部付となり、第一次世界大戦に観戦武官としてロシア軍に従軍。1916年の閑院宮載仁親王のロシア皇帝訪問の際には随員を務めた。歩兵第30旅団長、参謀本部第2部長、ハルピン特務機関長、浦塩派遣軍参謀などを経て、1919年1月、陸軍中将となった。参謀本部第2部長、兼同総務部長、第2師団長、近衛師団長を歴任。1923年8月、待命となり、翌月、予備役に編入された。その後、賀陽宮宮務監督、日露協会会長を勤めた。
1931年、東京代々木の自邸にて死去。墓所は青山霊園。

## 栄典
位階
- 1892年（明治25年）2月3日 - 正八位[3]

勲章等
- 1915年（大正4年）11月7日 - 勲二等旭日重光章・大正三四年従軍記章[4]
- 1920年（大正9年）11月1日 - 勲一等旭日大綬章・功二級金鵄勲章・大正三年乃至九年戦役従軍記章[5]
- 1921年（大正10年）7月1日 - 第一回国勢調査記念章[6]

## 家族親族
- 妻 中島幸子 浅田信興（陸軍大将）の娘
- 二男 中島正樹（三菱製鋼社長）